# Nuclei militari di protezione
I Nuclei militari di protezione (NMP) sono delle unità militari specializzate delle forze armate italiane, della consistenza di una compagnia, inquadrati nella Marina Militare, a partire dal 1º marzo 2013 nel 2º Reggimento "San Marco" della Brigata San Marco.
Vennero create dall'art. 5 del decreto-legge 12 luglio 2011, n. 107 successivamente convertito in legge 2 agosto 2011 n. 130.
Ne è prevista la possibilità di imbarco su navi civili italiane (navi mercantili e passeggeri) nelle acque internazionali a rischio di pirateria, e sono inquadrati nella Marina Militare, che può avvalersi anche di personale delle altre forze armate.

## Composizione e funzioni
I NMP sono composti da fucilieri di Marina inquadrati nel Battaglione Operazioni Navali del 2º Reggimento "San Marco" della Brigata San Marco della Marina Militare Italiana. Il Battaglione è strutturato su due compagnie, articolate ciascuna su 10 squadre composte a loro volta da 6 militari ciascuna. 
Hanno una sede avanzata nella base italiana di supporto "Guillet".
Alle missioni possono partecipare anche incursori del GOI, il Gruppo Operativo Incursori del COMSUBIN.
Al comandante di ciascun NMP ed al personale da esso dipendente sono attribuite, rispettivamente, le funzioni di ufficiale di polizia giudiziaria e di agente di polizia giudiziaria riguardo ai reati sulla pirateria previsti dagli articoli 1135 e 1136 del Codice della navigazione. Inoltre 16 incursori del GOI sono di base a Gibuti per eventuali operazioni speciali.
Gli armatori che intendano avvalersene sono tenuti a provvedere al ristoro dei corrispondenti oneri, mediante versamenti all'entrata del bilancio dello Stato entro sessanta giorni: il costo per gli armatori è di 500 euro al giorno per ciascun militare, utilizzati per l'addestramento di altre unità.

## Zone operative

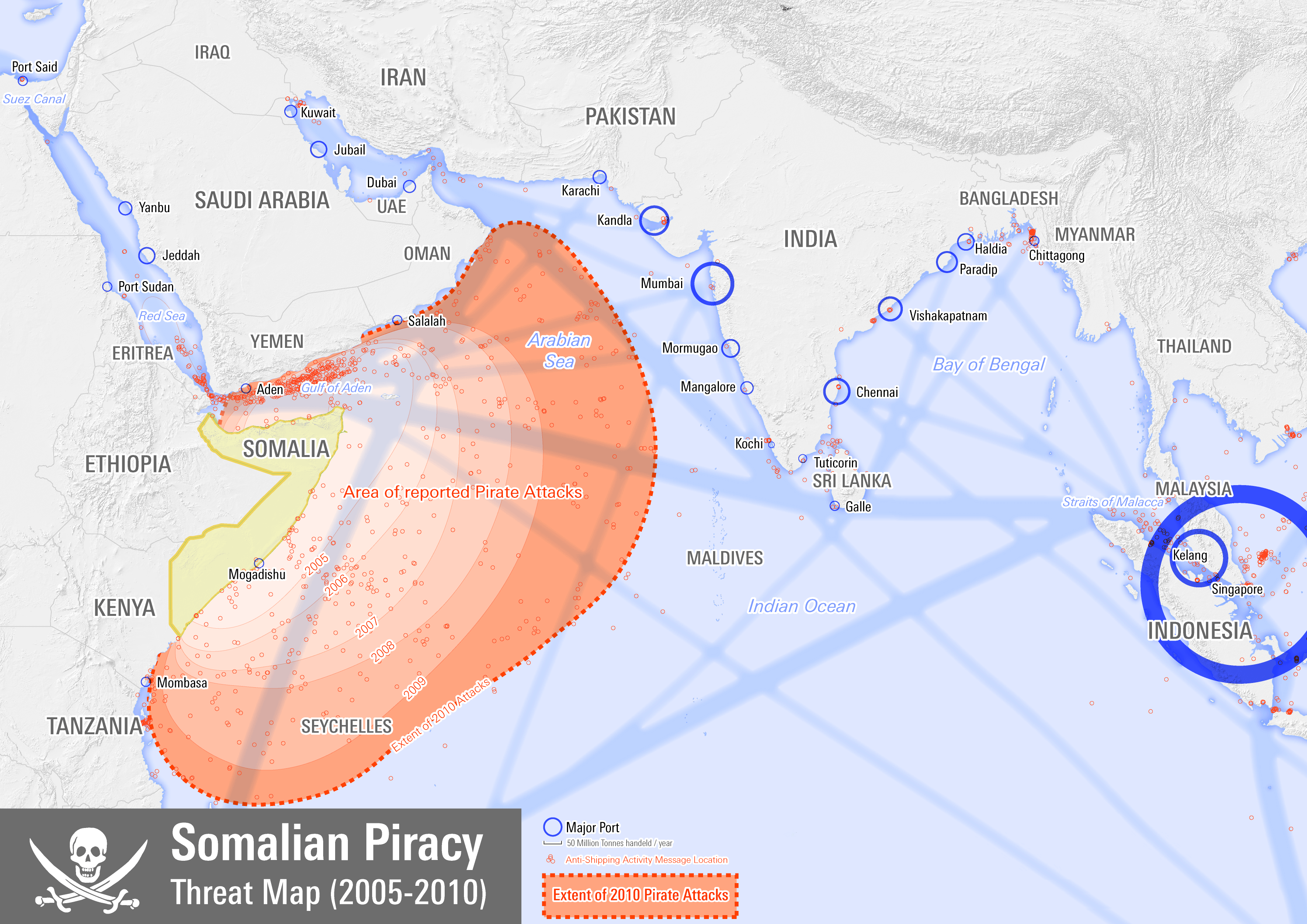
Area di intervento

Gli spazi marittimi internazionali a rischio di pirateria, nei quali la protezione delle navi battenti bandiera italiana può essere assicurata mediante l'imbarco di Nuclei militari di protezione, sono così individuati:
- porzione dell'Oceano Indiano delimitata a nord ovest dallo Stretto di Bab el-Mandeb, a nord dallo Stretto di Hormuz, a sud dal Parallelo 12°S ed a est dal Meridiano 78°E.
- spazi marittimi internazionali esterni a quelli sopraccitati, per la durata della permanenza dei Nuclei militari di protezione a bordo delle navi resa necessaria da esigenze di natura tecnica od operativa connesse alle zone di possibile imbarco e sbarco sul e dal medesimo naviglio.

## Basi
- Base logistica di supporto "Guillet" di Gibuti,(11°36′20.92″N 43°07′51.24″E).

I NMP potranno imbarcarsi per le missioni operative da uno dei seguenti porti:
1. Gibuti (Gibuti)
2. Salalah (Oman)
3. Mombasa (Kenya)
4. Dar es Salaam (Tanzania)
5. Port Victoria (Seychelles)
6. Durban (Sudafrica)
7. Maputo (Mozambico)
8. Port Louis (Maurizio)
9. Abu Dhabi (Emirati Arabi Uniti)
10. Kochi (India)
11. Colombo (Sri Lanka)

## Normativa
- Articolo 5 del decreto-legge n. 107 del 12 luglio 2011 "Proroga delle missioni internazionali delle forze armate e di polizia e disposizioni per l'attuazione delle Risoluzioni 1970 (2011) e 1973 (2011) adottate dal Consiglio di Sicurezza delle Nazioni Unite, nonché degli interventi di cooperazione allo sviluppo e a sostegno dei processi di pace e di stabilizzazione. Misure urgenti antipirateria. (11G0148)" pubblicato nella Gazzetta Ufficiale della Repubblica Italiana n. 160 del 12 luglio 2011 ed entrato in vigore il 12 luglio 2011[7];
- Legge 2 agosto 2011, n. 130: "Conversione in legge, con modificazioni, del decreto legge n. 107 del 12 luglio 2011, recante proroga degli interventi di cooperazione allo sviluppo e a sostegno dei processi di pace e di stabilizzazione, nonché delle missioni internazionali delle forze armate e di polizia e disposizioni per l'attuazione delle Risoluzioni 1970 (2011) e 1973 (2011) adottate dal Consiglio di Sicurezza delle Nazioni Unite. Misure urgenti antipirateria. (11G0179)", pubblicata nella Gazzetta Ufficiale della Repubblica Italiana n. 181 del 5 agosto 2011 ed entrata in vigore il 6 agosto 2011[8];
- Decreto del 1º settembre 2011 "Individuazione degli spazi marittimi internazionali a rischio di pirateria nell'ambito dei quali può essere previsto l'imbarco dei Nuclei militari di protezione (NMP)", pubblicata nella Gazzetta Ufficiale della Repubblica Italiana n. 212 del 12 settembre 2011 ed entrata in vigore il 27 settembre 2011[9];
- Decreto dirigenziale del Comando generale del Corpo delle capitanerie di porto n. 349/2013 del 3 aprile 2013 "Decreto di disciplina delle procedure tecnico-amministrative afferenti alla materia della sicurezza della navigazione (safety) e alla sicurezza marittima (maritime security) in relazione alle misure urgenti antipirateria".[10])

## Operazioni effettuate
- Missione Atalanta
- Operazione Ocean Shield

## Decorazioni
Il personale militare che partecipa alle missioni NMP può avere diritto alle seguenti medaglie:
- Croce Commemorativa Unificata per le Missioni di Pace all'Estero
- NATO Non-Article 5 Medal con targhetta "Africa" (Allied Maritime Command - Operation Ocean Shield)
- Common Security and Defence Policy Service Medal dell'Unione Europea con targhetta "EU NAVFOR - Atlanta" (European Union Naval Force Somalia - Operation Atalanta)